# حدائق ساباتيني
حدائق ساباتيني (بالإسبانية: Jardines de Sabatini)‏ هي جزء من قصر مدريد الملكي تم افتتاحها للعامة في سنة 1978 بقرار من الملك خوان كارلوس، وسميت بحدائق ساباتيني نسبة للمعماري الإيطالي فرانشسكو ساباتيني الذي قام بتصميمها في القرن الثامن عشر.